# Stockholm Open 2024 - Qualificazioni singolare
Le qualificazioni del singolare dello Stockholm Open 2024 sono state un torneo di tennis preliminare per accedere alla fase finale della manifestazione. I vincitori dell'ultimo turno sono entrati di diritto nel tabellone principale. In caso di ritiro di uno o più giocatori aventi diritto, sono subentrati i lucky loser, ossia i giocatori sconfitti nell'ultimo turno che avevano una classifica più alta rispetto agli altri partecipanti che avevano perso nel turno finale.

## Teste di serie
1. Jacob Fearnley (qualificato)
2. Alexander Ritschard (primo turno)
3. Laslo Đere (qualificato)
4. Lukáš Klein (primo turno)

1. Thiago Agustín Tirante (qualificato)
2. Kamil Majchrzak (ultimo turno)
3. Marc-Andrea Hüsler (qualificato)
4. Hamad Međedović (ultimo turno)

## Qualificati
1. Jacob Fearnley
2. Thiago Agustín Tirante

1. Laslo Đere
2. Marc-Andrea Hüsler

## Tabellone

### Sezione 1
|  | Primo turno | Primo turno     | Primo turno     | Primo turno | Primo turno |  |  | Ultimo turno | Ultimo turno    | Ultimo turno | Ultimo turno | Ultimo turno |  |
|  |             |                 |                 |             |             |  |  |              |                 |              |              |              |  |
|  | 1           | Jacob Fearnley  | Jacob Fearnley  | 6           | 6           |  |  |              |                 |              |              |              |  |
|  |             | Lukáš Pokorný   | Lukáš Pokorný   | 4           | 2           |  |  | 1            | Jacob Fearnley  | 3            | 6            | 7            |  |
|  | WC          | Rafael Ymer     | Rafael Ymer     | 1           | 1           |  |  | 6            | Kamil Majchrzak | 6            | 3            | 62           |  |
|  | 6           | Kamil Majchrzak | Kamil Majchrzak | 6           | 6           |  |  |              |                 |              |              |              |  |

### Sezione 2
|  | Primo turno | Primo turno            | Primo turno         | Primo turno | Primo turno |  |  | Ultimo turno | Ultimo turno           | Ultimo turno           | Ultimo turno | Ultimo turno |  |
|  |             |                        |                     |             |             |  |  |              |                        |                        |              |              |  |
|  | 2           | Alexander Ritschard    | Alexander Ritschard | 6           | 4           |  |  |              |                        |                        |              |              |  |
|  |             | August Holmgren        | August Holmgren     | 7           | 6           |  |  |              | August Holmgren        | August Holmgren        | 3            | 2            |  |
|  | WC          | Nikola Slavic          | 7                   | 3           | 2           |  |  | 5            | Thiago Agustín Tirante | Thiago Agustín Tirante | 6            | 6            |  |
|  | 5           | Thiago Agustín Tirante | 65                  | 6           | 6           |  |  |              |                        |                        |              |              |  |

### Sezione 3
|  | Primo turno | Primo turno     | Primo turno     | Primo turno | Primo turno |  |  | Ultimo turno | Ultimo turno    | Ultimo turno    | Ultimo turno | Ultimo turno |  |
|  |             |                 |                 |             |             |  |  |              |                 |                 |              |              |  |
|  | 3           | Laslo Đere      | 6               | 3           | 6           |  |  |              |                 |                 |              |              |  |
|  |             | Adrian Andreev  | 1               | 6           | 0           |  |  | 3            | Laslo Đere      | Laslo Đere      | 6            | 6            |  |
|  |             | Arthur Reymond  | Arthur Reymond  | 64          | 5           |  |  | 8            | Hamad Međedović | Hamad Međedović | 3            | 4            |  |
|  | 8           | Hamad Međedović | Hamad Međedović | 7           | 7           |  |  |              |                 |                 |              |              |  |

### Sezione 4
|  | Primo turno | Primo turno        | Primo turno        | Primo turno | Primo turno |  |  | Ultimo turno | Ultimo turno       | Ultimo turno       | Ultimo turno | Ultimo turno |  |
|  |             |                    |                    |             |             |  |  |              |                    |                    |              |              |  |
|  | 4           | Lukáš Klein        | 7                  | 2           | 3           |  |  |              |                    |                    |              |              |  |
|  |             | Zsombor Piros      | 65                 | 6           | 6           |  |  |              | Zsombor Piros      | Zsombor Piros      | 2            | 2            |  |
|  | Alt         | Lucas Renard       | Lucas Renard       | 0           | 0           |  |  | 7            | Marc-Andrea Hüsler | Marc-Andrea Hüsler | 6            | 6            |  |
|  | 7           | Marc-Andrea Hüsler | Marc-Andrea Hüsler | 6           | 6           |  |  |              |                    |                    |              |              |  |